# Mozaikszók listája: H
Ezen a lapon a H betűvel kezdődő mozaikszók ábécé rend szerinti listája található. A kis- és nagybetűk nem különböznek a besorolás szempontjából.

## Lista: H
- HACMP – High Availability Cluster Multi-Processing
- Hobo Blues Band – Hobo Blues Band
- HBMK – Hajdú-Bihar Megyei Könyvtár
- HD – High Definition
- HÉV – Helyi érdekű vasút
- HFF – Heller Farkas Gazdasági és Turisztikai Szolgáltatások Főiskolája
- HIV – human immundeficiencia virus (humán immunhiány vírus)
- HJF – Harsányi János Főiskola
- HJKKIKIK – Hunyadi János Közoktatási és Közművelődési Intézmény Községi és Iskolai Könyvtár (Mikepércs)
- HM – Honvédelmi Minisztérium
- HMS – Her/His Majesty's Ship (Őfelsége hadihajója)
- HŐR – Magyar Határőrség
- HP – Hewlett-Packard
- HRSZ – helyrajzi szám
- HTML – Hypertext markup language (hiperszöveges jelölőnyelv)
- HTTP – Hypertext Transfer Protocol (hiperszöveg-átviteli protokoll)
- HVG – Heti Világgazdaság